# Enteron
L’Enteron est la cavité centrale digestive chez les cnidaires (diblastiques) qui est entouré par deux couches cellulaires : l’endoderme et la couche externe: l’épiderme.